# Jacob van Almonde
Jonker Jacob van Almonde werd volgens een oorkonde uit 1498 beleend met het huis en hofstede Wena, benevens de 7 morgen land, die daarbij behoorden; en met de heerlijkheid van Beukelsdijk en Blommersdijk. In 1590 verkocht de Jonker de landen van Wena; en in 1596 de ambachtsheerlijkheid van Cool, Blommersdijk en Beukelsdijk aan de stad Rotterdam.
Er is een straat naar hem vernoemd in Rotterdam: (van) Almondestraat.